# La abuela
La abuela is een Spaanse film, geregisseerd door Paco Plaza met een scenario van Carlos Vermut.
De film ging op 23 september 2021 in première op het Filmfestival van San Sebastián.

## Verhaal
Susana moet haar leven in Parijs als model achter zich laten om voor haar grootmoeder Pilar te zorgen die net een beroerte heeft gehad. Nadat haar ouders jaren geleden waren gestorven heeft Susana's grootmoeder haar opgevoed. Susana moet iemand vinden die voor Pilar kan zorgen, maar wat slechts een paar dagen bij haar grootmoeder had moeten zijn, verandert in een angstaanjagende nachtmerrie.

## Rolverdeling
| Acteur                | Personage |
| --------------------- | --------- |
| Almudena Amor         | Susana    |
| Vera Valdez           | Pilar     |
| Karina Kolokolchykova | Eva       |
| Chacha Huang          | Camarera  |
| Michael Collis        | Pasajero  |

## Productie
In februari 2020 werd begonnen met de opnames in Madrid, maar deze werden kort daarna stilgelegd als gevolg van de beperkingen als gevolg van de COVID-19-pandemie. In de zomer van 2020 werden we opnames hervat om op 5 augustus afgerond te worden. 
In een interview gaf scenarioschrijver Carlos Vermut aan dat de film een van de grootste angsten van de samenleving behandelt: ouderdom.

## Release
De film ging in september 2021 in première op het Filmfestival van San Sebastián, waar de film deelnam aan de internationale competitie om de Gouden Schelp. Het was de eerste keer dat Paco Plaza deelnam aan de internationale competitie op het festival.

## Ontvangst

### Prijzen en nominaties
| Jaar | Evenement                    | Categorie               | Genomineerde                   | Resultaat   |
| ---- | ---------------------------- | ----------------------- | ------------------------------ | ----------- |
| 2021 | San Sebastián (69ste editie) | Gouden Schelp           | La abuela                      | Genomineerd |
| 2022 | Goya (36ste uitreiking)      | Beste speciale effecten | Raúl Romanillos, Ferran Piquer | Genomineerd |
| 2022 | Goya (36ste uitreiking)      | Beste filmmuziek        | Fatima Al Qadiri               | Genomineerd |